# Alexander Viveros
Pour les articles homonymes, voir Viveros (homonymie) et Sánchez.
Alexander Viveros, né le 8 octobre 1977 à Cali (Colombie), est un footballeur colombien, qui évoluait au poste de défenseur gauche au Deportivo Cali, à Cruzeiro, à Fluminense, au Racing Club, à Boavista, au FC Nantes, au Grasshopper Club Zurich, au Club Atlético Talleres et à Boyacá Chicó ainsi qu'en équipe de Colombie.
Viveros marque deux buts lors de ses trente-quatre sélections avec l'équipe de Colombie entre 1999 et 2005. Il participe à la Copa América 1999 avec la Colombie.

## Carrière
- 1997-1999 : Deportivo Cali
- 2000 : Cruzeiro
- 2001 : Fluminense
- 2001-2002 : Racing Club
- 2002 : Cruzeiro
- 2003-2004 : Boavista
- 2004-2005 : FC Nantes
- 2005-2006 : Grasshopper Club Zurich
- 2006-2007 : Deportivo Cali
- 2007-2008 : Club Atlético Talleres
- 2010 : Boyacá Chicó
- 2012 : Deportivo Cali  [1]

## Palmarès

### En équipe nationale
- 38 sélections et 2 buts avec l'équipe de Colombie entre 1999 et 2005.
- Quart-de-finaliste de la Copa América 1999.

### Avec le Deportivo Cali
- Vainqueur du Championnat de Colombie de football en 1998.

### Avec Cruzeiro
- Vainqueur de la Coupe du Brésil de football en 2000.

### Avec le Racing Club
- Vainqueur du Championnat d'Argentine de football en 2001 (Tournoi d'Ouverture).